# Краљице вриска
Краљице вриска (енгл. Scream Queens) америчка је хумористичка хорор телевизијска серија коју је емитовао Fox од 22. септембра 2015. до 20. децембра 2016. године. Њени аутори су Рајан Марфи, Бред Фалчак и Ијан Бренан, који су такође и извршни продуценти. Прва сезона се одвија у Њу Орлеансу и прати сестринство Капа-капа-тау које је на мети серијског убице, док је друга смештена у Лос Анђелесу, те приказује особље болнице које прогони серијски убица.
Отказана је 15. маја 2017. године, након две сезоне. У мају 2020. Марфи је потврдио да ради на трећој сезони серије.

## Радња
Прва сезона прати сестринство Капа-капа-тау (ККТ), које предводи Шанел Оберлин (Ема Робертс), уз своје помагаче: Шанел 2 (Аријана Гранде), Шанел 3 (Били Лурд) и Шанел 5 (Абигејл Бреслин), док им претњу представља нова деканка Универзитета Волас, Кети Манш (Џејми Ли Кертис). Догађаји се распламсавају због 20-годишње мистерије убиства, са појавом серијског убице обученог у костим ђавола, који почиње да напада чланове сестринства.
Друга сезона прати Кети Манш која по одласку са функције деканке отвара болницу, док као запослене доводи Шанел и њене помагаче. Док се баве различитим медицинским случајевима, Кети, Шанел и њени помагачи налазе се на мети новог серијског убице.

## Улоге

### Главне
| Глумац           | Улога                  |
| ---------------- | ---------------------- |
| Ема Робертс      | Шанел Оберлин          |
| Скајлер Самјуелс | Грејс Гарднер          |
| Леа Мишел        | Хестер Улрих/Шанел 6   |
| Глен Пауел       | Чед Радвел             |
| Дијего Бонета    | Пит Мартинез           |
| Абигејл Бреслин  | Либи Патни/Шанел 3     |
| Кики Палмер      | Зејдеј Вилијамс        |
| Оливер Хадсон    | Вестон Гарднер         |
| Назим Педрад     | Џиџи Колдвел/Џес Мајер |
| Лисјен Лависконт | Ерл Греј               |
| Били Лурд        | Сејди Свенсон/Шанел 3  |
| Џејми Ли Кертис  | Кети Манш              |
| Керсти Али       | Ингрид Хофел           |
| Тејлор Лаутнер   | Касиди Каскејд         |
| Џејмс Ерл III       | Чејмберлен Џексон      |
| Џон Стамос       | Брок Холт              |

### Споредне
| Глумац                 | Улога                       |
| ---------------------- | --------------------------- |
| Ниси Неш               | Дениз Хемфил                |
| Аријана Гранде         | Сонја Херфман/Шанел 2       |
| Ник Џонас              | Бун Клеменс                 |
| Бризи Еслин            | Џенифер                     |
| Жана Хан               | Сем                         |
| Арон Роудс             | Роџер                       |
| Остин Роудс            | Доџер                       |
| Еван Пејли             | Кофилд Маунт Херман         |
| Ана Грејс Барлоу       | Бетани Стивенс/Мери Малиган |
| Грејс Фипс             | Менди Гринвел               |
| Џим Клок               | детектив Чисолм             |
| Џен Хоаг               | Агата Бин                   |
| Макејли Милер          | Софија Дојл                 |
| Ана Маргарет           | Коко Коен                   |
| Ло Грејам              | студенткиња                 |
| Бријан Хауи            | Мелани Доркус               |
| Трилби Главер          | Џејн Холис                  |
| Џери О’Конел           | др Мајк                     |
| Лора Бел Банди         | медицинска сестра Томас     |
| Енди Ериксон           | Маргарита Ханивел/Шанел 7   |
| Рајли Макена Вајнстајн | Дарија Јансен/Шанел 8       |
| Мојра О’Нил            | Адисон/Шанел 9              |
| Далја Глик             | Андреа/Шанел 10             |
| Кевин Бигли            | Рандал                      |

## Сезоне
| Сезона | Сезона | Епизоде | Епизоде | Оригинално емитовање | Оригинално емитовање |
| Сезона | Сезона | Епизоде | Епизоде | Премијера            | Финале               |
| ------ | ------ | ------- | ------- | -------------------- | -------------------- |
|        | 1.     | 13      | 13      | 22. септембар 2015.  | 25. децембар 2015.   |
|        | 2.     | 10      | 10      | 20. септембар 2016.  | 20. децембар 2016.   |